# Постоянный представитель Республики Молдова при Организации Объединённых Наций
Постоянный представитель Республики Молдова при ООН (рум. Reprezentant Permanent al Republicii Moldova pe lângă Organizația Națiunilor Unite) — официальное должностное лицо, представляющее Республику Молдова во всех органах Организации Объединённых Наций.
С 18 ноября 2021 должность занимает Георгий Леукэ.

## Молдавия в ООН
Республика Молдова стала членом Организации Объединённых Наций 2 марта 1992, после того как Генеральная Ассамблея ООН единогласно проголосовала за резолюцию Совета Безопасности с рекомендацией о приёме Республики Молдова в Организацию Объединённых Наций, а Президент Республики Молдова Мирча Снегур выступил с трибуны ООН с речью, в которой рассказал о Республике Молдова и её месте в международной архитектуре.
ООН поддерживает Республику Молдова в достижении основных целей развития. В настоящее время в Молдове работает более двадцати специализированных агентств, фондов и программ ООН как постоянных, так и нерезидентов.

## Постоянные представители Молдавии при ООН
- Тудор Панцыру (25 мая 1992 — 3 октября 1996)[2][3]
- Ион Ботнару (28 июля 1998 — 5 сентября 2002)[4][5][6][7]
- Всеволод Григоре (16 октября 2002 — 19 мая 2006)[8][9][10][11]
- Алексей Тулбуре (26 июля 2006 — 4 марта 2008)[12][13][14][15]
- Александр Кужбэ (17 сентября 2008 — 21 ноября 2011)[16][17][18][19]
- Владимир Лупан (21 ноября 2011 — 5 мая 2017)[20][21][22][23]
- Виктор Морару (29 мая 2017 — 21 декабря 2020)[24][25][26][27]
- Георгий Леукэ (с 5 октября 2021)[28][29]